# Austrolithon
Austrolithon, monotipski rod crvenih algi iz porodice Hapalidiaceae, dio potporodice Austrolithoideae. Jedina vrsta je morska fosilna alga A. intumescens. Nalazište holotipa nalazi se u Kitty Miller Bayu kod otoka Phillip Island u australskoj državi Victoria.